# Coupe Gambardella 2011-2012
Navigation
Édition précédente Édition suivante
La Coupe Gambardella de football est organisée durant la saison 2011-2012 par la Fédération française de football (FFF) et ses ligues régionales, et se déroule sur toute la saison, d'octobre à mai. La compétition à élimination directe met aux prises les clubs de moins de 19 ans à travers la France.

## Résultats

### Soixante-quatrièmes de finale
Toutes les équipes qui participent aux 64es de finale sont des équipes U-19.
| Club                            | Score | Club                                   | T.a.b | Date            | Heure |
| ------------------------------- | ----- | -------------------------------------- | ----- | --------------- | ----- |
| Six Fours FC                    | 0 - 5 | AS Monaco                              | non   | 7 janvier 2012  | 14h30 |
| US Larmor Goélands              | 0 - 2 | GJ Aizenay-Génétouze                   | non   | 7 janvier 2012  | 14h30 |
| FC Champagnole                  | 0 - 0 | Dijon FCO                              | 4-3   | 7 janvier 2012  | 16h00 |
| GSI Pontivy                     | 1 - 6 | SM Caen                                | non   | 7 janvier 2012  | 18h00 |
| Vannes OC                       | 1 - 1 | LB Châteauroux                         | 5-3   | 8 janvier 2012  | 11h00 |
| OGC Nice                        | 0 - 0 | AC Ajaccio                             | 8-7   | 8 janvier 2012  | 13h00 |
| Stade brestois 29               | 1 - 1 | Tours FC                               | 5-3   | 8 janvier 2012  | 13h00 |
| IEF Montluçon                   | 0 - 2 | Nîmes Olympique                        | non   | 8 janvier 2012  | 14h00 |
| Saint-Quentin FC                | 1 - 1 | Amiens AC                              | 4-3   | 8 janvier 2012  | 14h30 |
| US Quevilly                     | 0 - 2 | Le Havre AC                            | non   | 8 janvier 2012  | 14h30 |
| AS Vitré                        | 0 - 1 | EA Guingamp                            | non   | 8 janvier 2012  | 14h30 |
| US Lesquin                      | 0 - 0 | RC Lens                                | 4-3   | 8 janvier 2012  | 14h30 |
| CS Sedan                        | 1 - 3 | Paris SG                               | non   | 8 janvier 2012  | 14h30 |
| Montauban FC                    | 0 - 3 | Stade lavallois                        | non   | 8 janvier 2012  | 14h30 |
| Calais RUFC                     | 0 - 2 | Lille OSC                              | non   | 8 janvier 2012  | 14h30 |
| AS Monchat Lyon                 | 0 - 1 | CS Louhans-Cuiseaux                    | non   | 8 janvier 2012  | 14h30 |
| Annecy FC                       | 1 - 4 | AJ Auxerre                             | non   | 8 janvier 2012  | 14h30 |
| Besançon RC                     | 0 - 0 | FC Sochaux                             | 2-3   | 8 janvier 2012  | 14h30 |
| AS Nancy-Lorraine               | 2 - 1 | FC Metz                                | non   | 8 janvier 2012  | 14h30 |
| US Camon Football               | 1 - 3 | ESTAC Troyes                           | non   | 8 janvier 2012  | 14h30 |
| Limoges FC                      | 0 - 3 | FC Girondins de Bordeaux               | non   | 8 janvier 2012  | 14h30 |
| FC Nantes                       | 2 - 0 | Angers SCO                             | non   | 8 janvier 2012  | 14h30 |
| Angers Intrépide                | 2 - 3 | USJA Carquefou                         | non   | 8 janvier 2012  | 14h30 |
| Blois Football 41               | 0 - 4 | FC Lorient                             | non   | 8 janvier 2012  | 14h30 |
| Les Genêts d'Anglet             | 0 - 3 | Chamois niortais                       | [ non | 8 janvier 2012  | 14h30 |
| Noyal-Brécé-Acigné FC           | 0 - 3 | Le Mans FC                             | non   | 8 janvier 2012  | 14h30 |
| SC Bastia                       | 1 - 1 | Olympique de Marseille                 | 3-5   | 8 janvier 2012  | 14h30 |
| Grenoble Foot 38                | 1 - 1 | Olympique lyonnais                     | 4-3   | 8 janvier 2012  | 14h30 |
| Hyères FC                       | 2 - 1 | AS Cannes                              | non   | 8 janvier 2012  | 14h30 |
| Amicale sportive Muret football | 0 - 5 | Montpellier HSC                        | non   | 8 janvier 2012  | 14h30 |
| Saint-Marcel                    | 0 - 2 | AS Saint-Étienne                       | non   | 8 janvier 2012  | 14h30 |
| Lattes                          | 0 - 1 | Toulouse FC                            | non   | 8 janvier 2012  | 14h30 |
| Marseille Cayolle               | 2 - 2 | AS Valence                             | 3-4   | 8 janvier 2012  | 14h30 |
| US Boulogne                     | 0 - 4 | Valenciennes FC                        | non   | 8 janvier 2012  | 14h30 |
| SG Marienau Forbach             | 1 - 2 | Jarville JF                            | non   | 8 janvier 2012  | 14h30 |
| Rennes CPB                      | 0 - 3 | US Avranches                           | non   | 8 janvier 2012  | 14h30 |
| Jeunesse Villenavaise           | 0 - 0 | Football Club Libourne                 | 4-3   | 8 janvier 2012  | 14h30 |
| Evian Thonon Gaillard FC        | 3 - 0 | Montferrand AS                         | non   | 8 janvier 2012  | 14h30 |
| FC Rouen 1899                   | 3 - 4 | St-Brieux Football Ouest               | non   | 8 janvier 2012  | 14h30 |
| Homécourt                       | 1 - 1 | CS Amnéville                           | 4-2   | 8 janvier 2012  | 14h30 |
| Pau FC                          | 2 - 1 | US Colomiers Football                  | non   | 8 janvier 2012  | 14h30 |
| SC Schiltigheim                 | 0 - 1 | SAS Épinal                             | non   | 8 janvier 2012  | 14h30 |
| Club Sportif Avionnais          | 3 - 3 | Paris FC                               | 5-4   | 8 janvier 2012  | 14h30 |
| Langon Football Club            | 2 - 1 | Tarbes Pyrénées Football               | non   | 8 janvier 2012  | 14h30 |
| FC Martigues                    | 0 - 2 | EFC Fréjus St-Raphaël                  | non   | 8 janvier 2012  | 14h30 |
| Stade de Reims                  | 2 - 0 | Racing Levallois 92                    | non   | 8 janvier 2012  | 14h30 |
| Union sportive Le Pontet        | 4 - 0 | AS Furiani-Agliani                     | non   | 8 janvier 2012  | 14h30 |
| Union sportive de Saint-Omer    | 1 - 1 | Évreux athletic club Football          | 4-5   | 8 janvier 2012  | 14h30 |
| FC Istres                       | 1 - 1 | AS Gignac                              | 2-4   | 8 janvier 2012  | 14h30 |
| ASF Andrézieux                  | 3 - 2 | FC Villefranche                        | non   | 8 janvier 2012  | 14h30 |
| Stade auxerrois                 | 0 - 2 | JA Drancy                              | non   | 8 janvier 2012  | 14h30 |
| FC Chauray                      | 1 - 3 | La Roche-sur-Yon ESOF                  | non   | 8 janvier 2012  | 14h30 |
| Stade rennais                   | 6 - 0 | Sablé football club                    | non   | 8 janvier 2012  | 14h30 |
| Aviron bayonnais                | 2 - 0 | Bordeaux Coqs Rouges                   | non   | 8 janvier 2012  | 14h30 |
| Stade olympique choletais       | 6 - 0 | Vineuil Sports Football                | non   | 8 janvier 2012  | 14h30 |
| Union Sportive Concarnoise      | 2 - 0 | JS Coulaines                           | non   | 8 janvier 2012  | 14h30 |
| FCSR Haguenau                   | 1 - 2 | CS Mars Bischheim                      | non   | 8 janvier 2012  | 14h30 |
| US Créteil-Lusitanos            | 4 - 0 | ASFC Compiègne                         | non   | 8 janvier 2012  | 14h30 |
| Arras Football                  | 3 - 1 | ES Parisienne                          | non   | 8 janvier 2012  | 14h30 |
| Livry Gargan FC                 | 2 - 2 | Olympique Grande-Synthe                | 3-4   | 8 janvier 2012  | 14h30 |
| Red Star 93                     | 1 - 2 | ESALM Football Club de Linas-Montlhéry | non   | 8 janvier 2012  | 14h30 |
| AS Aulnoye-Aymeries Football    | 0 - 1 | Val Yerres Crosne - Football           | non   | 8 janvier 2012  | 14h30 |
| U.S. Forbach                    | 1 - 3 | Vesoul Haute-Saône Football            | non   | 11 janvier 2012 | 14h30 |

### Trente-deuxièmes de finale
Toutes les équipes qui participent aux 32es de finale sont des équipes U-19.
| Club                                   | Score | Club                          | T.a.b | Date            | Heure |
| -------------------------------------- | ----- | ----------------------------- | ----- | --------------- | ----- |
| JA Drancy                              | 2 - 2 | Vesoul Haute-Saône Football   | 4-2   | 29 janvier 2012 | 14h00 |
| US Créteil-Lusitanos                   | 2 - 0 | Club Sportif Avionnais        | non   | 29 janvier 2012 | 14h30 |
| Arras Football                         | 1 - 3 | Le Havre AC                   | non   | 29 janvier 2012 | 14h30 |
| Lille OSC                              | 1 - 0 | EA Guingamp                   | non   | 29 janvier 2012 | 14h30 |
| Olympique Grande-Synthe                | 0 - 5 | Stade rennais                 | non   | 29 janvier 2012 | 14h30 |
| Stade de Reims                         | 1 - 2 | Paris SG                      | non   | 29 janvier 2012 | 14h30 |
| GJ Aizenay-Génétouze                   | 0 - 6 | Stade lavallois               | non   | 29 janvier 2012 | 14h30 |
| SAS Épinal                             | 0 - 2 | Saint-Quentin FC              | non   | 29 janvier 2012 | 14h30 |
| SC Selongey                            | 0 - 4 | AJ Auxerre                    | non   | 29 janvier 2012 | 14h30 |
| ESTAC Troyes                           | 4 - 2 | AS Nancy-Lorraine             | non   | 29 janvier 2012 | 14h30 |
| Jarville JF                            | 0 - 6 | FC Sochaux-Montbéliard        | non   | 29 janvier 2012 | 14h30 |
| Pau FC                                 | 0 - 3 | FC Girondins de Bordeaux      | non   | 29 janvier 2012 | 14h30 |
| Jeunesse Villenavaise                  | 0 - 1 | Stade brestois 29             | non   | 29 janvier 2012 | 14h30 |
| St-Brieux Football Ouest               | 1 - 2 | USJA Carquefou                | non   | 29 janvier 2012 | 14h30 |
| Stade olympique choletais              | 1 - 5 | FC Lorient                    | non   | 29 janvier 2012 | 14h30 |
| La Roche-sur-Yon ESOF                  | 0 - 3 | Aviron bayonnais              | non   | 29 janvier 2012 | 14h30 |
| Union Sportive Concarnoise             | 1 - 2 | FC Nantes                     | non   | 29 janvier 2012 | 14h30 |
| Langon Football Club                   | 2 - 1 | Chamois niortais              | non   | 29 janvier 2012 | 14h30 |
| Le Mans FC                             | 2 - 2 | Vannes OC                     | 3-1   | 29 janvier 2012 | 14h30 |
| Olympique de Marseille                 | 2 - 2 | Grenoble Foot 38              | 4-2   | 29 janvier 2012 | 14h30 |
| Evian Thonon Gaillard FC               | 1 - 4 | Montpellier HSC               | non   | 29 janvier 2012 | 14h30 |
| AS Gignac                              | 1 - 4 | OGC Nice                      | non   | 29 janvier 2012 | 14h30 |
| AS Valence                             | 3 - 1 | Nîmes Olympique               | non   | 29 janvier 2012 | 14h30 |
| Toulouse FC                            | 0 - 1 | AS Saint-Étienne              | non   | 29 janvier 2012 | 14h30 |
| Valenciennes FC                        | 2 - 1 | US Avranches                  | non   | 29 janvier 2012 | 14h30 |
| Hyères FC                              | 3 - 1 | Union sportive Le Pontet      | non   | 29 janvier 2012 | 14h30 |
| ESALM Football Club de Linas-Montlhéry | 2 - 1 | US Lesquin                    | non   | 29 janvier 2012 | 14h30 |
| SM Caen                                | 0 - 0 | Évreux athletic club Football | 4 - 3 | 29 janvier 2012 | 14h30 |
| EFC Fréjus Saint-Raphaël               | 2 - 0 | FC Champagnole                | non   | 29 janvier 2012 | 14h30 |
| Club sportif Louhans-Cuiseaux          | 2 - 1 | Val Yerres Crosne - Football  | non   | 29 janvier 2012 | 14h30 |
| CS Mars Bischheim                      | 4 - 2 | Homécourt                     | non   | 29 janvier 2012 | 14h30 |

### Seizièmes de finale
Toutes les équipes qui participent aux 16es de finale sont des équipes U-19.
| Club                                   | Score | Club                     | T.a.b | Date            | Heure |
| -------------------------------------- | ----- | ------------------------ | ----- | --------------- | ----- |
| Saint-Quentin FC                       | 1 - 3 | ESTAC Troyes             | non   | 18 février 2012 | 15h00 |
| Stade rennais                          | 4 - 0 | SM Caen                  | non   | 19 février 2012 | 15h00 |
| CS Mars Bischheim                      | 0 - 4 | Paris SG                 | non   | 19 février 2012 | 15h00 |
| FC Lorient                             | 1 - 1 | Stade lavallois          | 4-5   | 19 février 2012 | 15h00 |
| ESALM Football Club de Linas-Montlhéry | 1 - 3 | Lille OSC                | non   | 19 février 2012 | 15h00 |
| Hyères FC                              | 1 - 0 | FC Sochaux               | non   | 19 février 2012 | 15h00 |
| USJA Carquefou                         | 0 - 4 | FC Girondins de Bordeaux | non   | 19 février 2012 | 15h00 |
| Langon Football Club                   | 3 - 3 | Stade brestois 29        | 4-5   | 19 février 2012 | 15h00 |
| Le Havre AC                            | 0 - 1 | FC Nantes                | non   | 19 février 2012 | 15h00 |
| Aviron bayonnais                       | 0 - 1 | Le Mans FC               | non   | 19 février 2012 | 15h00 |
| AS Monaco                              | 2 - 0 | Olympique de Marseille   | non   | 19 février 2012 | 15h00 |
| AS Valence                             | 2 - 3 | Montpellier HSC          | non   | 19 février 2012 | 15h00 |
| EFC Fréjus Saint-Raphaël               | 1 - 3 | AS Saint-Étienne         | non   | 19 février 2012 | 15h00 |
| AJ Auxerre                             | 0 - 3 | Valenciennes FC          | non   | 19 février 2012 | 15h00 |
| US Créteil-Lusitanos                   | 0 - 1 | JA Drancy                | non   | 19 février 2012 | 15h00 |
| Club sportif Louhans-Cuiseaux          | 0 - 4 | OGC Nice                 | non   | 19 février 2012 | 15h00 |

### Huitièmes de finale
Toutes les équipes qui participent aux 8es de finale sont des équipes U-19.
| Club            | Score | Club                     | T.a.b | Date         | Heure |
| --------------- | ----- | ------------------------ | ----- | ------------ | ----- |
| Le Mans FC      | 1 - 1 | Stade rennais            | 5-6   | 11 mars 2012 | 15h00 |
| ESTAC Troyes    | 4 - 1 | Paris SG                 | non   | 11 mars 2012 | 15h00 |
| FC Nantes       | 0 - 0 | Stade lavallois          | 5-3   | 11 mars 2012 | 15h00 |
| Montpellier HSC | 0 - 1 | FC Girondins de Bordeaux | non   | 11 mars 2012 | 15h00 |
| Lille OSC       | 0 - 1 | Stade brestois 29        | non   | 11 mars 2012 | 15h00 |
| OGC Nice        | 2 - 1 | AS Monaco                | non   | 11 mars 2012 | 15h00 |
| Hyères FC       | 0 - 1 | AS Saint-Étienne         | non   | 11 mars 2012 | 15h00 |
| Valenciennes FC | 3 - 0 | JA Drancy                | non   | 11 mars 2012 | 15h00 |

### Quarts de finale
Toutes les équipes qui participent aux quarts de finale sont des équipes U-19.
| Club                     | Score | Club              | T.a.b | Date           | Heure |
| ------------------------ | ----- | ----------------- | ----- | -------------- | ----- |
| OGC Nice                 | 3 - 1 | ESTAC Troyes      | non   | 1er avril 2012 | 15h00 |
| Stade rennais            | 0 - 0 | Stade brestois 29 | 8-9   | 1er avril 2012 | 15h00 |
| FC Girondins de Bordeaux | 1 - 3 | FC Nantes         | non   | 1er avril 2012 | 15h00 |
| AS Saint-Étienne         | 2 - 1 | Valenciennes FC   | non   | 1er avril 2012 | 15h00 |

### Demi-finales
| Club              | Score | Club             | T.a.b | Date          | Heure |
| ----------------- | ----- | ---------------- | ----- | ------------- | ----- |
| Stade brestois 29 | 1 - 2 | AS Saint-Étienne | non   | 15 avril 2012 | 15h00 |
| OGC Nice          | 1 - 0 | FC Nantes        | non   | 15 avril 2012 | 17h30 |

### Finale
Ce match s'est joué en ouverture de la finale de la coupe de France Olympique lyonnais - Union sportive quevillaise au Stade de France.
| Club             | Score | Club     | T.a.b | Date          | Heure |
| ---------------- | ----- | -------- | ----- | ------------- | ----- |
| AS Saint-Étienne | 1 - 2 | OGC Nice | Non   | 28 avril 2012 | 17h05 |